# مدرسه موسیقی منهتن
مدرسه موسیقی منهتن (انگلیسی: Manhattan School of Music) یا به اختصار «MSM» یک هنرستان موسیقی خصوصی در شهر نیویورک است. این مدرسه مدارک دانشگاهی کارشناسی، کارشناسی ارشد و دکترا را در زمینه‌های اجرا و آهنگسازی موسیقی کلاسیک و جاز و همچنین مدرک کارشناسی در تئاتر موزیکال ارائه می‌دهد.
این مدرسه در سال ۱۹۱۷ تأسیس شد و در خیابان کلیرمونت در محله مورنینگساید هایتس، منهتن شهر نیویورک، در مجاورت خیابان برادوی و خیابان ۱۲۲ غربی واقع شده است. پردیس این مرکز در ابتدا محل «مؤسسه هنر موسیقی» بود (که بعداً به مدرسه جولیارد تبدیل شد) تا اینکه جولیارد به مرکز هنرهای نمایشی لینکلن نقل مکان کرد. این ملک در اصل متعلق به آسایشگاه مجانین بلومینگدیل بود تا اینکه مؤسسه هنر موسیقی آن را در سال ۱۹۱۰ خریداری کرد. پردیس دانشگاه کلمبیا در همان نزدیکی است، و از سال ۱۸۹۵ در آنجا بوده است. بسیاری از دانش آموزان در خوابگاه این مرکز آموزشی به نام «اندرسن هال» زندگی می‌کنند.